# Savski Venac
Savski Venac è un comune della Serbia componente la città di Belgrado.